# Stenocoptoides ciliatus
Stenocoptoides ciliatus är en skalbaggsart som beskrevs av Stefan von Breuning 1942. Stenocoptoides ciliatus ingår i släktet Stenocoptoides och familjen långhorningar.
Artens utbredningsområde är Kenya. Inga underarter finns listade i Catalogue of Life.